# Test Hampela
Test Hampela (Hampel test, Hampel identifier, Hampel method) – test statystyczny służący do wykrywania obserwacji odstających w zbiorze danych. Procedurę zaproponował niemiecki statystyk Frank Hampel.
Aby wykonać test Hampela nie korzysta się z żadnych rozkładów prawdopodobieństwa. Procedura polega na wykonaniu w odpowiedniej kolejności następujących obliczeń:

Krok 1: Oblicz wartość mediany ze wszystkich liczb w zbiorze.

Krok 2: Oblicz bezwzględną wartość odchyleń Hi od mediany w przypadku każdej obserwacji ze zbioru liczb, korzystając ze wzoru:

Hi =|xi – Me|

Krok 3: Oblicz medianę zbioru odchyleń Hi czyli MeHi.

Krok 4: Sprawdź obecność wartości odstających na podstawie poniższego kryterium (spełnienie kryterium oznacza, że obserwacja jest odstająca):

Hi ≥ 4,5 · MeHi